# Tutkarz lakowiec
Tutkarz lakowiec (Tatianaerhynchites aequatus) – gatunek chrząszcza z rodziny tutkarzowatych. Zamieszkuje palearktyczną Eurazję od Półwyspu Iberyjskiego po Azję Środkową i Iran. Żeruje na drzewach i krzewach z rodziny różowatych.

## Morfologia

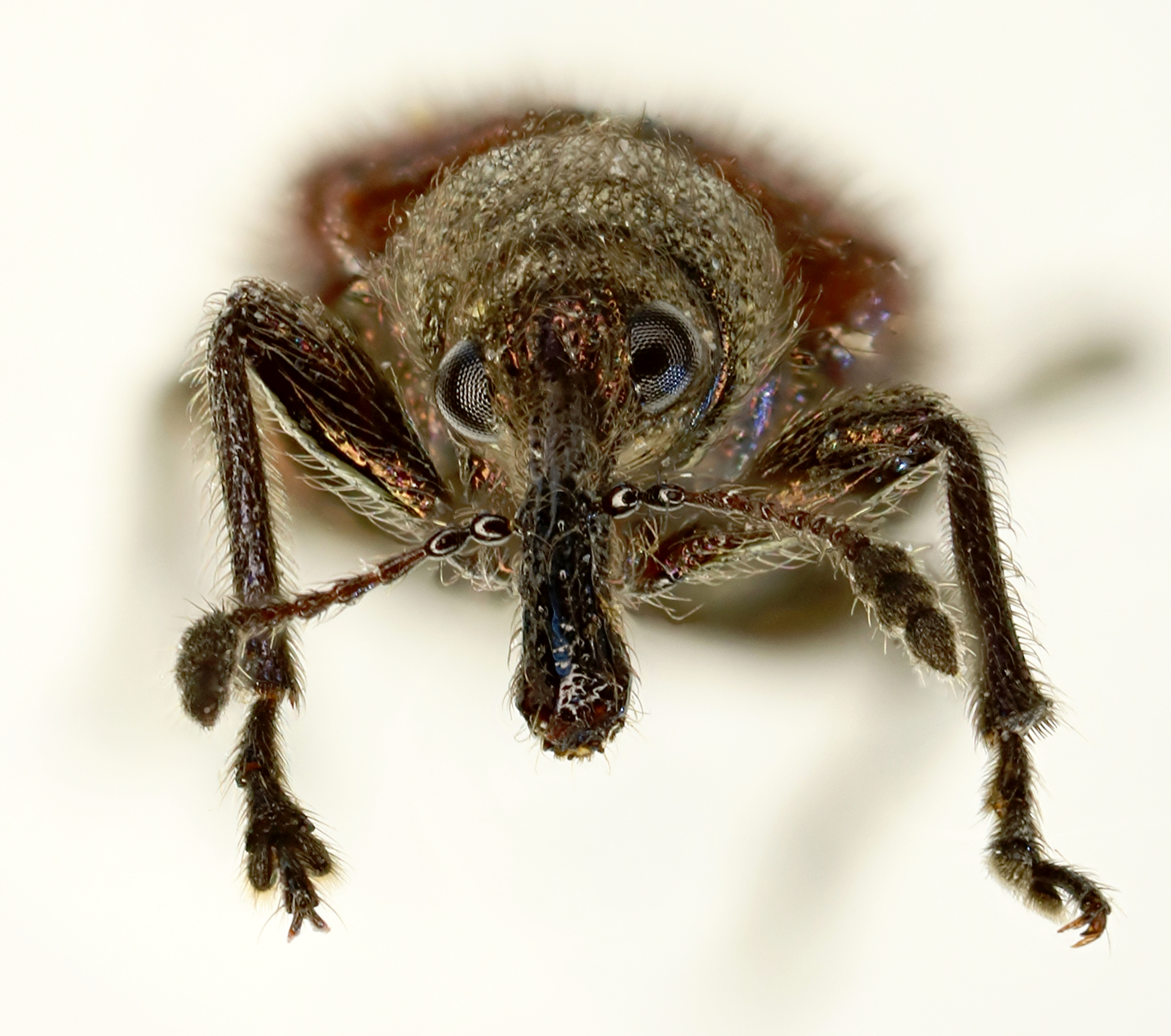
Widok z przodu

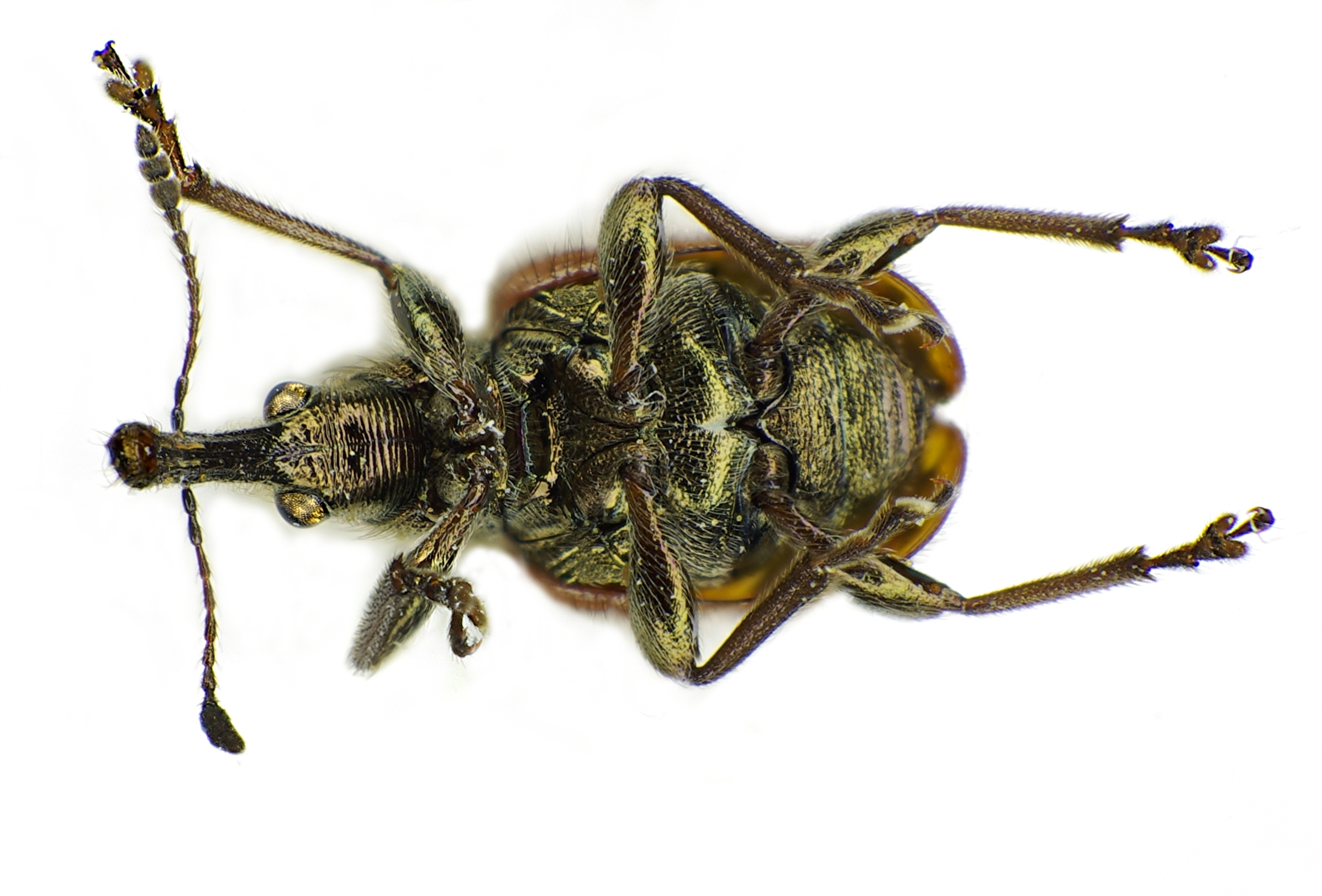
Widok od spodu

Chrząszcz o dość krępym ciele długości od 2,7 do 4,5 mm, metalicznie połyskującym. Spód ciała jest czarny, wierzch głowy i przedplecza brązowy, pokrywy zaś czerwone z przyciemnionymi nasadami międzyrzędów przyszwowych. Owłosienie wierzchu ciała jest długie, ciemne, wzniesione lub półwzniesione, na przedpleczu skierowane do przodu, na pokrywach zaś do tyłu.
Ryjek ma smukłe czułki o luźnych buławkach umieszczone w połowie długości oraz wyraźne żeberko wzdłuż środka strony grzbietowej ciągnące się od nasad czułków do jego podstawy. U samca ryjek jest niewiele krótszy od głowy i przedplecza razem wziętych, u samicy zaś około półtora raza od nich dłuższy. Głowa jest za oczami, dużymi u samca i mniejszymi u samicy, rozszerzona ku tyłowi. Czoło jest wypukłe.
Przedplecze jest trochę szersze niż długie, na wierzchu ze słabą bruzdą podłużną i tak dużym jak na głowie punktowaniem, po bokach słabo zaokrąglone. Pokrywy są około 1,3 raza dłuższe niż w barkach szerokie. Rzędy są wyraźnie punktowane; przytarczkowy z nich jest skrócony, a dziewiąty łączy się w połowie długości pokrywy z dziesiątym. Międzyrzędy są znacznie szersze od rzędów, słabo sklepione, drobno punktowane.

## Ekologia i występowanie
Owad ten zasiedla lasy, zakrzewienia, sady, ogrody, parki i inne formy zieleni miejskiej. Owady dorosłe aktywne są od kwietnia do końca lipca. Są foliofagami żerującymi na liściach i pąkach drzew i krzewów z rodziny różowatych. Larwy są owocożerne. Do roślin pokarmowych larw należą czeremchy, głogi, grusze, jabłonie, jarzęby, pigwy, śliwy i wiśnie. Samica składa po jednym jaju do niedojrzałego owocu, po czym nagryza jego szypułkę, celem spowolnienia jego wzrostu. Larwa rozwija się wewnątrz owocu, po czym schodzi do gleby. Tam też zimuje, a wczesną wiosną przepoczwarcza się na głębokości od 5 do 10 cm.
Gatunek palearktyczny. W Europie znany jest z Portugalii, Hiszpanii, Wielkiej Brytanii, Francji, Belgii, Luksemburga, Holandii, Niemiec, Szwajcarii, Liechtensteinu, Austrii, Włoch, Danii, Szwecji, Norwegii, Finlandii, Estonii, Łotwy, Litwy, Polski, Czech, Słowacji, Węgier, Ukrainy, Mołdawii, Rumunii, Bułgarii, Słowenii, Chorwacji, Bośni i Hercegowiny, Serbii, Czarnogóry, Albanii, Macedonii Północnej, Grecji oraz europejskich części Rosji i Turcji. W Azji zamieszkuje Cypr, azjatycką część Turcji, Gruzję, Armenię, Azerbejdżan, Syrię, Izrael, Jordanię, Kazachstan, Turkmenistan oraz Iran. W Polsce jest owadem pospolitym.